# ريشة بيضاء

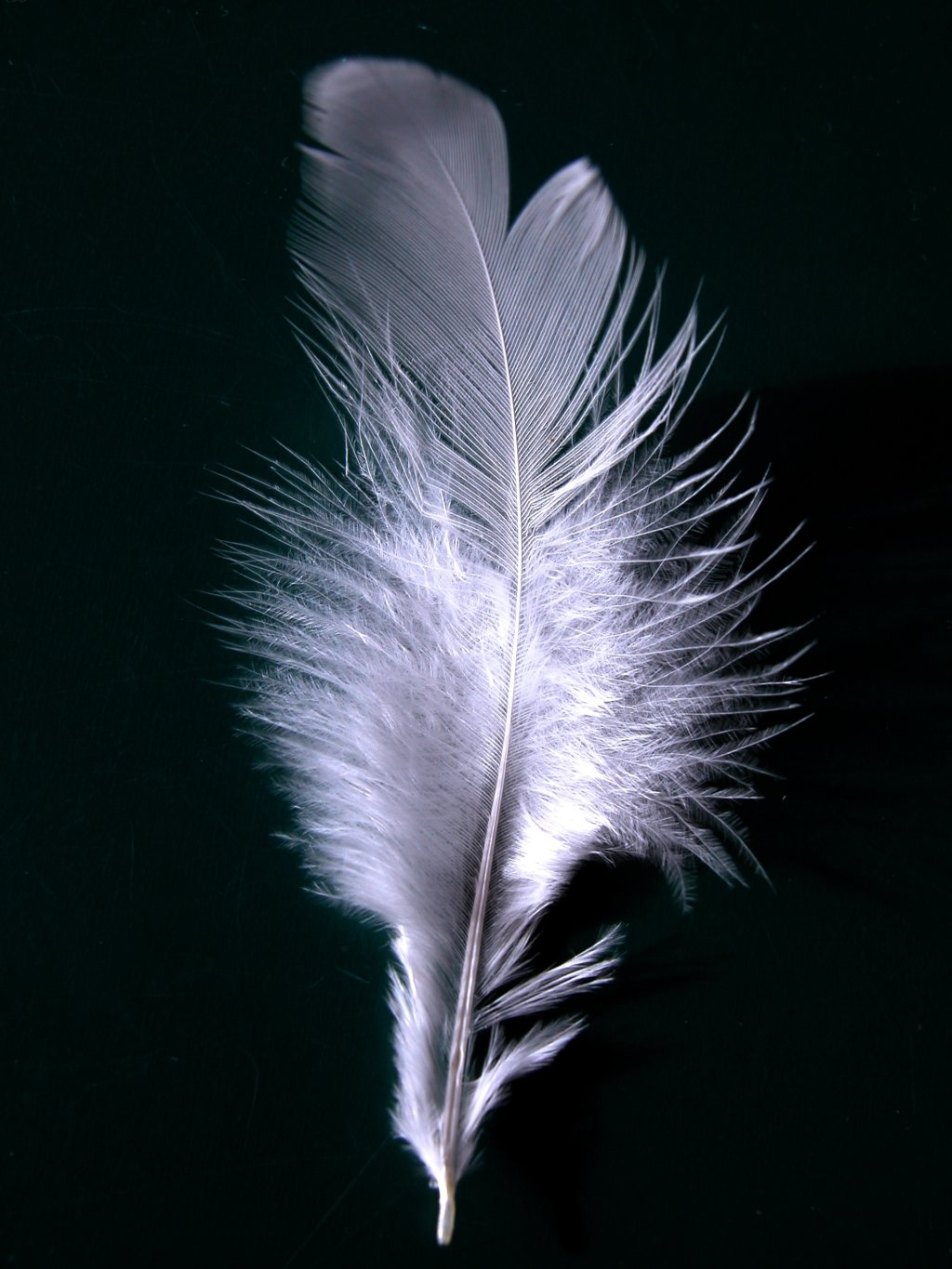
تمثل الريشة البيضاء في بريطانيا رمزاً لصفة الجبن

الريشة البيضاء في بريطانيا خصوصاً، هي رمز لصفة الجين، حيث درج استعمال ذلك الرمز في الجيش البريطاني وفي الدول التي كانت تابعة للإمبراطورية البريطانية منذ القرن الثامن عشر.
يعتقد أن الترابط بين صفة الجبن وبين الريشة البيضاءء يعود إلى مصارعة الديوك، حيث كان يسود اعتقاد أن الديك الذي يحوي على ريش أبيض في ذيله هو مقاتل ضعيف.
عند انطلاق الحرب العالمية الأولى سنة 1914 شكل الأدميرال Charles Fitzgerald رتبة الريشة البيضاء بغرض تحفيز الجنود على الانخراط والالتحاق بالجيش، حيث كانت النسوة تقوم بمنح الرجال المتقاعسين عن لبس الزي العسكري ريشاً أبيض.

## اقرأ أيضاً
- جبن (صفة)